# Hylopsar
Hylopsar es un género de aves paseriformes perteneciente a la familia Sturnidae.

## Especies
El género contiene dos especies.
- Hylopsar purpureiceps - estornino cabecipúrpura, de África central;
- Hylopsar cupreocauda - estornino colicobrizo, de África occidental.